# Philippe Parrot
Pour les articles homonymes, voir Parrot.
Philippe Élie Gabriel Parrot est un peintre français né à Excideuil (Dordogne) le 13 mai 1831 et mort à Paris le 14 mai 1894.

## Biographie
Philippe Parrot est élève à l'académie Suisse à Paris. Il débute au Salon de 1861. Il fait partie des artistes de l'entourage de Sarah Bernhardt, dont il peint le portrait en pied en 1875 (Paris, Comédie-Française).
Son frère, le docteur Joseph-Marie-Jules Parrot (1829-1883), est un pionnier de la pédiatrie.
Une vente aux enchères posthume a dispersé le fonds d'atelier de Philippe Parrot le 15 juin 1894 à l'hôtel Drouot à Paris.
Une rue de Périgueux honore sa mémoire.

## Œuvres conservées dans les collections publiques
- Bordeaux, musée des Beaux-Arts : Élégie, 1868, huile sur toile[6]. Le musée conserve une copie de cette œuvre peinte en 1868 par Charles Cousin[7].
- Gand, musée des Beaux-Arts :
  - Allégorie, 1880, huile sur toile ;
  - Bacchante, 1892, huile sur toile.
- Paris, Comédie-Française : Sarah Bernhardt dans le rôle de Berthe (Le Sphinx d'Octave Feuillet), 1875, huile sur toile, exposé au Salon de 1875.
- Périgueux, musée du Périgord :
  - Jeune fille au bain, 1867 ;
  - Judith et Holopherne.

Œuvres de Philippe Parrot
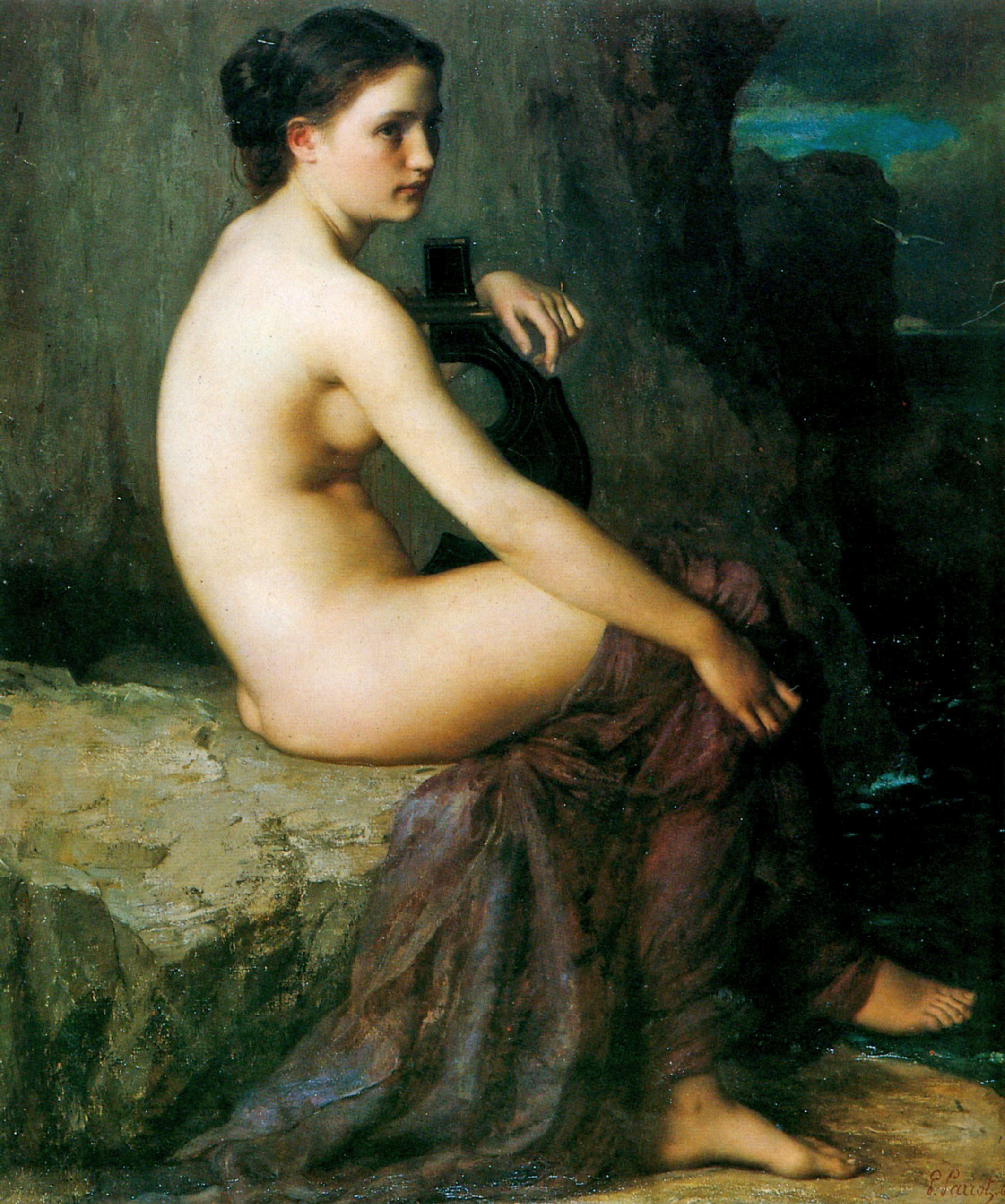
Élégie (1868), musée des Beaux-Arts de Bordeaux.
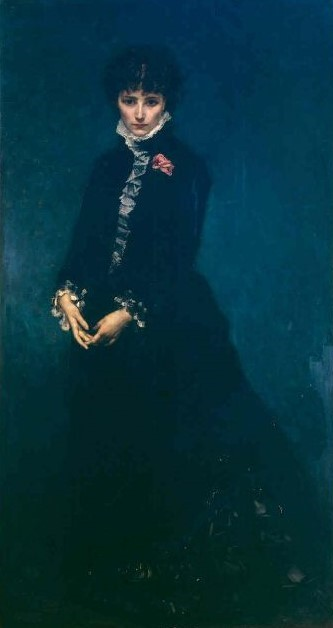
Sarah Bernhardt (1875), Paris, Comédie-Française.

## Élève
- Octavie Charles Paul Séailles (1855-1944)